# 木本まつり
木本まつり（きのもとまつり）は、三重県熊野市で毎年秋に行われる木本神社の例祭。六方行列は1999年1月28日に熊野市無形民俗文化財に指定された。

## 歴史
- 慶長13年（1608年）頃より木本神社例大祭として行われる。

## 概要
- もともと10月10日の体育の日に行われていたが2000年よりハッピーマンデー制度などで第2月曜日になった。

## 日程
- 宵宮祭(例大祭前日)
- 例大祭

## 山車
- 稲荷山車(だんじり) - 新出町
- よいや - 栄町
- 子ども神輿 - 井筒町
- 六方行列 - 親地町
- 元宮太鼓 - 新田
- 御神輿 - 木本神社

## 無形民俗文化財

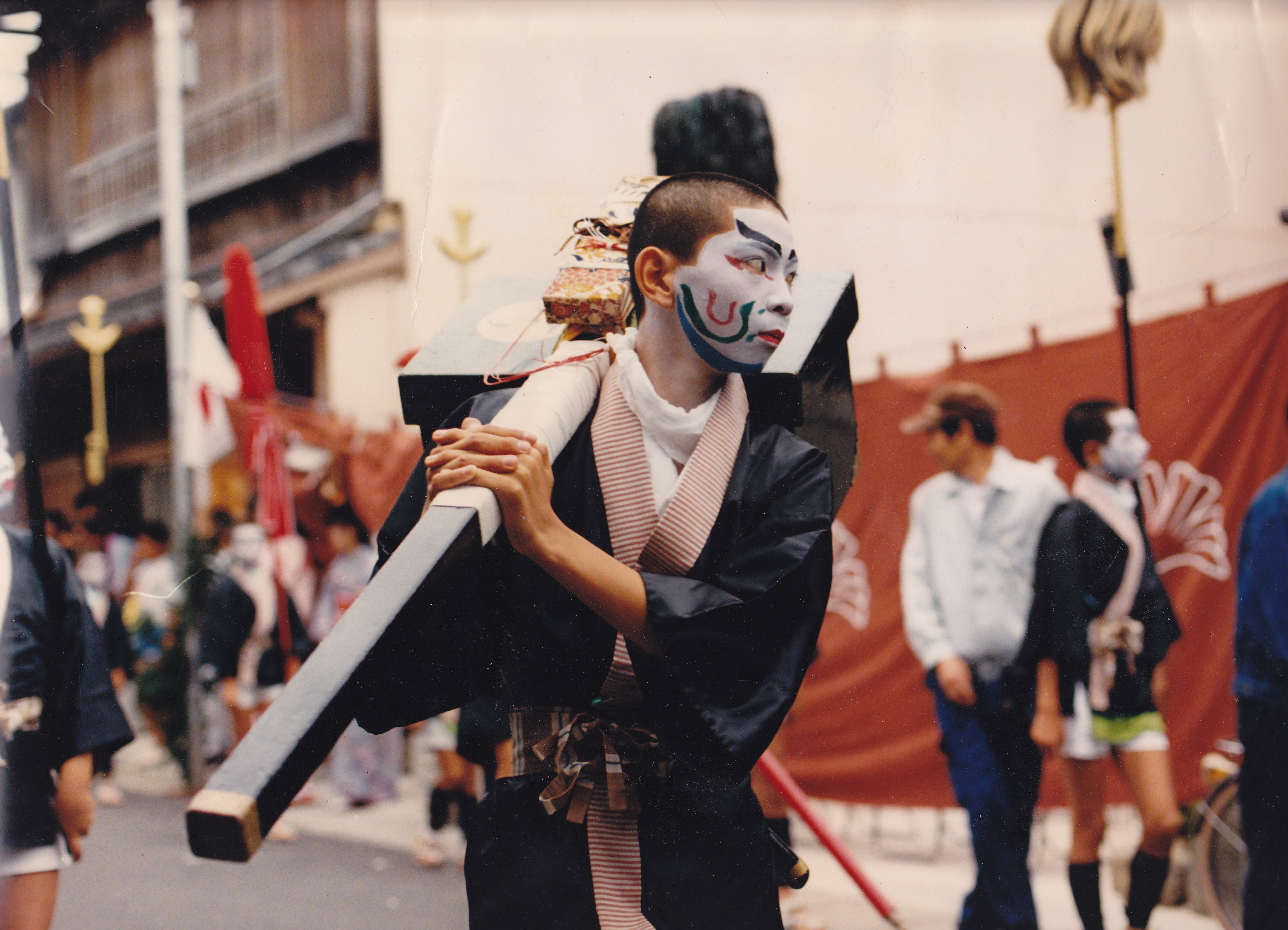
六方行列-はさみ箱

- 六方行列